# Distretto di Sanga
Il distretto di Sanga è un distretto del Mozambico, facente parte della Provincia di Niassa.